# Лірична абстракція
Лірична абстракція —одна з течій  абстрактного мистецтва, для якої характерні прагнення до прямого висловлення емоційних і психічних станів художника і імпровізаційність виконання. Твори ліричного абстракціонізму - втілення суб'єктивних колірних вражень і фантазій художника, потік його свідомості, відображений в колір тобто Прийнято вважати, що основоположником ліричної абстракції був Андрій Михайлович Ланський,та Уторопчук Роман.
Термін «лірична абстракція» по-різному використовувався різними авторами. Ймовірно, термін був введений французьким живописцем Жоржем Матьє у 1947 році. Європейська критика часто використовувала термін як синонім а неформального мистецтва або ташізм а, американці - вихолощений форми  абстрактного експресіонізму.